# Niedernfritz
Niedernfritz ist ein Ort im Fritztal im Land Salzburg und gehört zur Gemeinde Hüttau im  Bezirk St. Johann (Pongau). Die Ortslage Brunnhäuslsiedlung gehört schon zur Gemeinde Eben im Pongau.

## Geographie
Der Ort befindet sich im östlichen Salzachpongau gut 45 Kilometer südöstlich von Salzburg, 13½ Kilometer nordöstlich von St. Johann und 10 Kilometer nordwestlich von Radstadt.
Die Rotte Niedernfritz liegt  am Fritzbach auf um die 750 m ü. A. Höhe, 3 Kilometer östlich von Hüttau. Hier mündet von Norden der St. Martinsbach, dessen Talung über die Talwasserscheide von St. Martin die Verbindung zum Lammertal herstellt, das schon zum Tennengau (Bezirk Hallein) zählt. Südöstlich leitet die Talwasserscheide von Eben vom Fritztal in den Ennspongau, womit Niedernfritz ein wichtiger regionaler Verkehrsknotenpunkt ist.
Der Ort  gehört zur Ortschaft und Katastralgemeinde Sonnberg. Die Häuser am anderen Martinsbach-Ufer, Brunnhäuslsiedlung genannt, gehören schon zur Gemeinde Eben.
Um Niedernfritz erheben sich der Weyerberg (1455 m ü. A.) talauswärts im Nordwesten, der zur Tennengebirgs-Südabdachung gehört, der Österreichberg (1267 m ü. A.) im Nordosten, der als Vorberg zum Gerzkopfmassiv gehört, und das Blümeck (1267 m ü. A.) der Hochgründeck-Gruppe südwestlich. Letztere Berge gehören zu den Fritztaler Bergen der Salzburger Schieferalpen.
|        | Sonnberg                                    |                                                         |
|        | Kompassrose, die auf Nachbargemeinden zeigt | Gasthofberg Brunnhäusl- siedlung (beide Gem. Eben i.P.) |
| Hüttau | Bairau                                      | Höllberg (Gem. Eben i.P.)                               |

## Geschichte und Infrastruktur

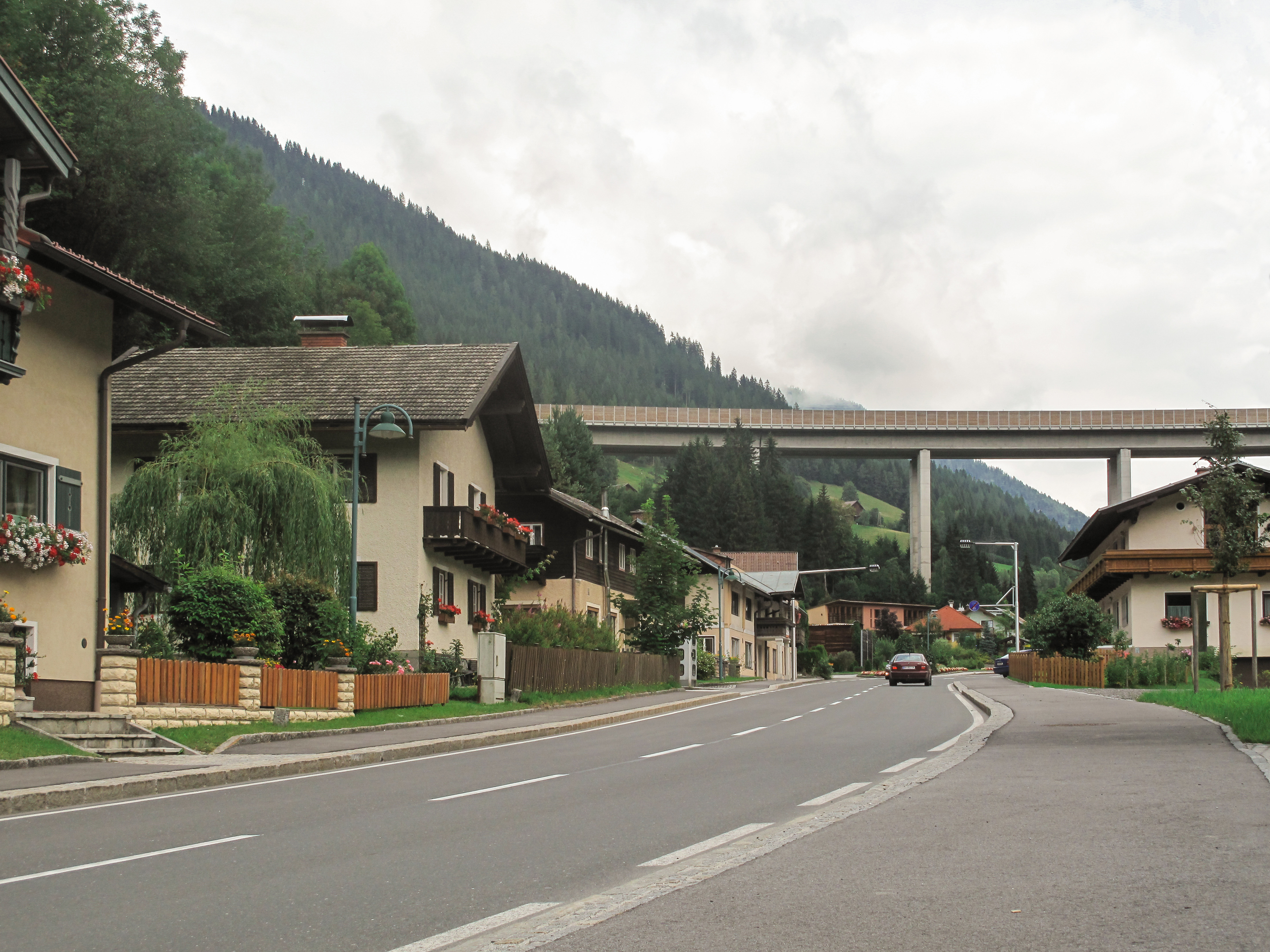
Niederfritz, Überführung der Tauernautobahn

Die Bedeutung des Tals als Verkehrsweg ist schon zur Römerzeit (2.–5. Jahrhundert) an einigen gefundenen Meilensteinen belegt.
Im Fritztal verläuft die heutige Katschberg Straße (B99), und (bei km 12,9 abzweigend) über St. Martin in das Lammertal die Pass Gschütt Straße (B166), über die man auch in das Innere Salzkammergut gelangt.
Niedernfritz als Ort entwickelte sich erst gegen Beginn des 20. Jahrhunderts, der Name bezieht sich landschaftlich auf das mittlere Fritztal – die ‚Oberfritz‘ ist die Talung von Eben Richtung Filzmoos, das Schattbachtal, ‚Untere Fritz‘ das Engtal bis Bischofshofen.

### Haltestelle Niedernfritz-St.Martin
Die Bahnstrecke Selzthal–Bischofshofen–Wörgl, die Ennstalbahn, wurde am 6. August 1875 eröffnet. Hier entstand eine Haltestelle Niedernfritz-St. Martin womit die Ortsentwicklung einsetzte. Die Haltestelle liegt auf der anderen Fritzbachseite (KG Bairau).

### Anschlussstelle Niedernfritz
Ab den 1960ern wurde der Reiseverkehr auf der Bundesstraße zum Problem, die legendäre Gastarbeiterroute. 30. Juni 1979 wurde dann hier die Tauern Autobahn (A10) eröffnet (Baulos Knoten Pongau – ASt Eben/Pongau), mit dem Talübergang St. Martin (403 m) und einer Anschlussstelle Hüttau/Lammertal.

## Nachweise
- 50412 – Hüttau. Gemeindedaten der Statistik Austria
- Niedernfritz. In: Salzburger Nachrichten: Salzburgwiki.

1. ↑  Norbert Heger: Die römischen Meilensteine von Hüttau. In: Jahresschrift des Salzburger Museums Carolino Augusteum 23/24 (1977/78).
2. ↑  Um 1830 ist hier nur das Brunnhäusel an der Martinsbach-Mündung in der Karte vermerkt. Franziszäischer Kataster 1817–1861 (Layer online bei SAGIS)
3. ↑  Die Zeche Hüttau, zu Sonnberg gehörig, findet sich 1496 als Zeche Niedernfritz; Landgerichtsabgabe, nach Kurt Klein (Bearb.): Historisches Ortslexikon. Statistische Dokumentation zur Bevölkerungs- und Siedlungsgeschichte. Hrsg.: Vienna Institute of Demography [VID] d. Österreichische Akademie der Wissenschaften. Salzburg, Hüttau: Sonnberg, S. 68 (Onlinedokument, Erläuterungen. Suppl.; beide PDF – o.D. [aktual.]).
4. ↑  Niedernfritz-St. Martin, BhfNr. 1480 in Information zum Bahnhof, ÖBB.at;
Stationsinformation Niedernfritz-St.Martin Bahnhof, ÖBB Scotty, fahrplan.oebb.at.
5. ↑  Autobahnen- und Schnellstraßen-Finanzierungs-Aktiengesellschaft (Hrsg.): Das Autobahnnetz in Österreich. 30 Jahre Asfinag. Eigenverlag, Wien/Absam Januar 2012, A 10 Tauern Autobahn, S. 84 (asfinag.at [PDF]).